# Le Parc des braves
Pour l'espace public, voir Parc des Braves.
Le Parc des braves est une série télévisée québécoise en 136 épisodes de 26 minutes, scénarisée par Fernand Dansereau et diffusée entre le 16 septembre 1984 et  le 16 mai 1988 à la Télévision de Radio-Canada.

## Synopsis
Marie Rousseau devient veuve à 39 ans, quelque temps avant le début de la Deuxième Guerre mondiale. Le Parc des Braves, où habite la famille Rousseau, est situé dans un quartier cossu de la haute- ville de Québec. Marie tente, tant bien que mal, de continuer à élever ses enfants, Émile, Colette et Michel. Dans sa tâche, elle est soutenue par Tancrède, son beau-frère (le frère de feu son époux), secrètement amoureux d'elle, et par Flore, une adorable bonne à tout faire. Pierre-Paul, le frère de Marie, est toutefois là pour mettre encore plus de piquant dans la vie de la veuve Rousseau.

## Fiche technique
- Scénariste : Fernand Dansereau
- Réalisation : Rolland Guay, Hélène Roberge, André Tousignant, René Verne et Michel Greco
- Société de production : Société Radio-Canada

## Distribution
- Marie Tifo : Marie Rousseau
- Gérard Poirier : Colonel Tancrède Rousseau
- Maryse Gagné : Colette Rousseau
- Vincent Graton : Émile Rousseau
- Christian Royer : Michel Rousseau
- Ghyslain Tremblay : Pierre-Paul Courtemanche
- Annie De Raîche : Flore Courtemanche
- Catherine Bégin : Corinne St-Pierre
- Sylvain Bellerose : Richard Arsenault
- Annick Bergeron : Denise Fortier
- Denis Bernard : Simon Saillant
- Raymond Bouchard : Gustave Hudon
- Yves Bourque : Caporal Ti-Jean De Gagnier
- René Caron : Joachim Brochu
- Henri Chassé : Soldat
- Catherine Colvey : Florence Gardiner
- Pierre Curzi : Major Paul Bérubé
- Louisette Dussault : Mado Coulombe
- Denise Gagnon : Clémence Saillant
- René Gagnon : Capitaine Ricard
- Jacques Galipeau : Chanoine Morin
- Pierre Gendron : Camille Duclos
- Rémy Girard : Valmore Fortune
- Luc Guérin : Soldat
- Germain Houde : Paul-André Pouliot
- Robert Lalonde : Dr Vincent Chouinard
- Roger Léger : Caporal Günter Schundel
- Gaston Lepage : Yvan Barbeau
- Walter Massey : Winston Churchill
- Jean-Louis Millette : Bijoutier Rivard
- Pascale Montpetit : Lisette Couture
- André Montmorency : Annonceur de radio
- Patricia Nolin : Geneviève Adler
- Aubert Pallascio : Padre Benoît
- Claude Prégent : Vicaire Huot
- Guy Provost : Général Deschênes
- Gilles Renaud : Georges Rousseau
- Marie-Noëlle Riddez : Monique Desrape
- Guy Thauvette : Jonathan Lorrain
- Gilbert Turp : Charles St-Pierre
- Bruno Viens : Lieutenant Karl-H. Petersen
- Charles Vinson : Placide Boudreau
- Alain Zouvi : Marcel Gagnon
- Roy Dupuis : Policier - Figurant -

## Récompenses
4 × Prix Gémeaux